# Francesco Tavano
Francesco Tavano, né le 2 mars 1979 à Caserte, est un footballeur italien évoluant au poste d'attaquant au Carrarese Calcio.

## Biographie
Il termine meilleur buteur de Serie B lors de la saison 2008-2009 en inscrivant 22 buts. Il inscrit un triplé le 30 août 2008 lors d'un match contre Avellino.
Lors de la saison 2012-2013, il inscrit 21 buts en Serie B, ce qui fait de lui le troisième meilleur buteur du championnat, derrière Daniele Cacia et Matteo Ardemagni (en). Puis la saison suivante, il marque 22 buts en Serie B, ce qui fait de lui le deuxième meilleur buteur du championnat, derrière Matteo Mancosu.